# Паратунское сельское поселение
Паратунское се́льское поселе́ние — муниципальное образование в Елизовском районе Камчатского края Российской Федерации.
Административный центр — село Паратунка.

## История
Статус и границы сельского поселения установлены Законом Камчатской области от 29 декабря 2004 года № 255 «Об установлении границ муниципальных образований, расположенных на территории Елизовского района Камчатской области, и о наделении их статусом муниципального района, городского, сельского поселения».

## Население
| 1948  | 2010  | 2012  | 2013  | 2014  | 2015  | 2016  |
| ----- | ----- | ----- | ----- | ----- | ----- | ----- |
| 3563  | ↗3620 | ↗3647 | ↘3623 | ↗3674 | ↘3657 | ↘3625 |
| 2017  | 2018  | 2019  | 2020  | 2021  | 2023  |       |
| ↘3607 | ↘3606 | ↘3583 | ↗3591 | ↘3173 | ↘3093 |       |

## Состав сельского поселения
| № | Населённый пункт | Тип населённого пункта       | Население |
| - | ---------------- | ---------------------------- | --------- |
| 1 | Паратунка        | село, административный центр | ↗1657     |
| 2 | Термальный       | посёлок                      | ↘1934     |